# Alfredo Kohn Loncarica
Alfredo Kohn Loncarica (Buenos Aires, 11 de julio de 1945-ibídem,25 de enero de 2005) fue un médico, historiador y profesor universitario que escribió diversos trabajos, varios de ellos referidos a la Historia de la Medicina.

## Actividad profesional

### Cargos docentes
Su padre era un médico destacado que fue uno de los fundadores de la Sociedad Argentina de Medicina y Cirugía de pie y pierna. Kohn Loncarica estudió en la Facultad de Medicina (UBA) de la Universidad de Buenos Aires en la que se graduó de médico en 1968 y realizó  su tesis doctoral titulada "Historia de la inmigración médica en la Argentina" que fue galardonada con el premio "Facultad" y fue calificada de sobresaliente. Posteriormente realizó cursos de postgrado de Médico Legista, del Trabajo e Higienista  como Médico Legista, del Trabajo e Higienista. Inició su carrera docente  en 1966 como ayudante 2.º en 1966 y alcanzó, por concurso, el cargo de Profesor Titular en 1987. Entre sus cargos se cuentan los de Profesor Titular en la Facultad de Ciencias de la Salud de la Universidad Nacional de Mar del Plata, profesor titular o invitado en la Universidad del Museo Social Argentino, Universidad de Morón, Universidad Complutense de Madrid, Universidad de Valencia y Universidad Nacional Autónoma de México.
En la Facultad de Medicina de la Universidad de Buenos Aires fue director de la Dirección del Departamento de Humanidades Médicas y del Instituto de Historia de la Medicina, materia esta última de la que fue profesor titular. Como profesor de postgrado de la Carrera Docente de la Facultad de Medicina tuvo a su cargo las materias Historia de la Ciencia, Historia de la Medicina, Antropología Médica y Seminario de Ciencias Sociales y Salud.

### Carrera como investigador
Fue investigador categorizado como profesor investigador del Instituto de Historia de las Ciencias de la Academia Nacional de Ciencias de Buenos Aires, investigador asociado del Instituto de Historia de la Ciencia y de la Técnica de la Sociedad Científica Argentina y director de proyectos de investigación en CONICET y UBACYT. En España dirigió el proyecto "Bases documentales para la historia de las enfermedades infecciosas y de la enseñanza sanitaria en la Argentina", fue investigador asociado del Departamento de Historia de la Ciencia del Centro de Estudios Históricos de Madrid, Instituto "Arnau de Vilanova" (CSIC), del Departamento de Historia de la Ciencia del Instituto "Milá y Fontanals" de Barcelona (CSIC) y del Departamento de Salud Pública, Historia de la Ciencia e Historia de la Medicina de la Facultad de Medicina de la Universidad Complutense de Madrid.

### Pertenencia a entidades médicas
Fue miembro honorario de la Sociedad Científica Argentina  y de la Sociedad Argentina de Historia de la Medicina y miembro fundador de la Sociedad Argentina de Antropología Médica y de la Sociedad Argentina de Humanismo Médico. Presidió el Ateneo de Historia de la Ciencia de Buenos Aires, el Grupo Argentino de Historia de la Ciencia (ICSU-UNESCO), la Sociedad Argentina de Humanismo Médico (AMA) y la Sociedad Argentina de Historia de la Medicina (AMA).
También perteneció a la Academia Argentina de la Historia, Asociación Argentina de Estudios Africanos, Asociación Argentina de Estudios Americanos , Asociación Argentina de Epistemología, Asociación Argentina de Bioética ,Asociación Argentina de Historia de la Ciencia, Comité Argentino del Comité Internacional de Ciencias Históricas, Instituto Sarmiento de Sociología e Historia, Sociedad Argentina de Antropología, Sociedad Argentina de Estudios Geográficos, Sociedad Argentina de Medicina Legal, Sociedad de Ética Médica y Sociedad Argentina de Psicología, miembro correspondiente de las sociedades de Historia de la Medicina de Chile, España, Estados Unidos, Francia, México  y Venezuela; miembro de la Society for Health and Human Values  y del The Sigerist Circle, ambos de Estados Unidos y representó a la Facultad de Medicina de la UBA ante el International Network of Institutes for Medical Ethics Training. Otras instituciones que integró fueron la Asociación Médica Latinoamericana, Asociación Latinoamericana de Medicina Legal y Deontología Médica, Sociedad Internacional de Historia de la Medicina, Sociedad Europea de Historia de la Medicina y la Salud, Sociedad Latinoamericana de Estudios sobre América Latina y el Caribe (Solar), Sociedad Latinoamericana de Historia de la Ciencia y la Tecnología –en la que fue secretario regional para el Cono Sur y miembro del Consejo Directivo- y de la Unión Internacional de Historia y Filosofía de las Ciencias. También presidió la Sociedad Científica Argentina (2001-2005)

### Premios y reconocimientos
Kohn Loncarica fue galardonado con el accésit del premio "Diputación provincial de Sevilla" (España), los premios  "Archivos de Historia de la Medicina Argentina",  "Eduardo Wilde" (UBA),  "Facultad" (UBA), "Eduardo L. Capdehourat" (AMA), "Historia de la Medicina" de la UBA, "Genaro Sisto" (UBA), "Guillermo Rawson" (AMA), "Margarita Argúas" (CINU y AMU),  a la "Producción Científica y Tecnológica" de la UBA (en dos ocasiones), mención especial del jurado del premio "Qualitas" (1998) y ha sido becario Thalmann de la UBA.

### Publicaciones
Escribió alrededor de un centenar de trabajos en revistas argentinas y de otros países, pudiéndose citar entre estas, a "Archives internationales d' Histoire de las Sciences", "Histoire des Sciences Medicales" y  "La Presse Scientifique", de París; Journal of the History of Science Society y "Médico Interamericano", de Nueva York, "Episteme" y "Pagine de Storia della Medicina", de Italia; "Asclepio", de Madrid; "Quipu", de México y "Boletín de la SLAHCT, de México y Sao Paulo.
Escribió "Cecilia Grierson, vida y obra de la primera médica argentina" (1976), "El movimiento positivista argentino" (1985), "Los franceses en la Argentina" (1986), "La ciencia en la Argentina. Perspectivas históricas" (1993) y "La historiografía argentina. Una evaluación crítica de la producción histórica nacional" (1990) y es coautor de "Historia General de la Medicina Argentina", 2 tomos. (1976/l980).
Artículos y crónicas de su autoría aparecieron en unas 40 revistas y en diversos diarios de Argentina. Participó en publicaciones especializadas de Buenos Aires como director de la edición de Historia de la Medicina de "La Semana Médica", fue  Secretario de redacción y coeditor de "Archivos de Historia de la Medicina Argentina" e integró el comité de redacción de "Revista de la Asociación Médica Argentina", de  "Todo es Historia" y de otras revistas de varios países.

### Fallecimiento
Alfredo Kohn Loncarica falleció en Buenos Aires luego de una larga lucha contra el cáncer, el 25 de enero de 2005. En esa fecha presidía la Sociedad Científica Argentina y era Secretario General de la Universidad de Buenos Aires.